# Jeg gik mig ud en Sommerdag
 Denne artikel omhandler filmen. For folkevisen af samme navn, se Jeg gik mig ud en sommerdag.
Jeg gik mig ud en Sommerdag er en dansk dokumentarfilm fra 1943.

## Handling
En pige sidder og laver lektier og drømmer sig tilsyneladende væk med nogle turistbrochurer foran sig. Vi kommer derved rundt i Danmarks flora og fauna. Først er vi på Saltholm ved forårstid. Masser af fugleoptagelser, fugle på reder, brushaner der slås, en hedehøg med unger. Bøgen og anemonerne springer ud. Dernæst går turen til sommer på Ærø - handels- og hverdagslivet i Ærøskøbing. Videre til Knudshoved og Vordingborg med Gåsetårnet og landliv. Der er grævling og ræveunger i naturen og kattekillinger i høet, samt masser af fugle, bl.a. en skaldesluger, der bliver vist frem. Derfra går det til Bornholm med båden fra København - vandretur i naturen, silderøgeri, Svaneke, sejltur til Christiansø, badning fra klipperne og havnen i Tejn. Så vender vi næsen mod Jylland, nærmere bestemt Vildmosen. Der er masser af råvildt og vildsvin, et paradis for jægere. En tur i kano på Gudenåen bliver det også til. Vil slutter i midten - Fyn i høsttiden.